# Juillet 1944
Cette page présente les faits marquants du mois de juillet 1944.
Les événements concernant la Seconde Guerre mondiale sont détaillés dans l'article Juillet 1944 (Seconde Guerre mondiale).

## Évènements
- 1er juillet : ouverture de la Conférence économique de Bretton Woods.

- 2 juillet (Brésil) : un corps expéditionnaire de 25 000 hommes est envoyé en Italie (451 tués, 2000 blessés).

- 3 juillet : prise de Sienne (Italie) par les Français.

- 5 juillet : décret amputant le Soudan français de près de 300 000 km2 et de plus de 120 000 habitants : une partie des cercles de Kayes, Nioro, Néma et Tombouctou sont attribués à la Mauritanie.

- Du 6 au 13 juillet : entretiens à Washington entre Roosevelt et de Gaulle.

- 7 juillet[1] : au Nicaragua, le dictateur Somoza répond à l’agitation sociale en promettant qu’il ne chercherait pas à obtenir un nouveau mandat de huit ans lors des élections de 1947.

- 8 juillet : Miklós Horthy réussit à stopper les déportations de Juifs à Budapest.
  - Depuis 1941, environ 63 000 Juifs hongrois sont morts au « service du travail » sur le front russe ou déportés en tant qu’apatrides. 440 000 Juifs hongrois sur 762 000 sont rassemblés dans des ghettos et déportés entre le 15 mai et le 8 juillet 1944. Une centaine de milliers survivront dans les camps. 105 000 Juif de Budapest sur 230 000 seront victimes des déportations après octobre 1944.

- 9 juillet : les ruines de Caen sont libérées par les Britanniques après de terribles bombardements (Dempsey).

- 10 juillet :
  - Colombie : Golpe de Pasto. Échec d’une tentative de coup d’État menée par les militaires proches des conservateurs. Le président López déclare l’état de siège et décrète de nouvelles mesures favorables aux syndicats, dont le closed shop;
  - offensive soviétique sur le Front Nord, contre la Finlande.

- 11 juillet : l’avancée britannique est arrêtée sur l’Orne par les Allemands.

- 12 juillet : dernier Conseil des ministres à Vichy.

- 13 juillet : prise de Vilnius. Les Soviétiques réoccupent la Lituanie, qui redevient une république soviétique. Ils exécutent environ 2 000 personnes pour collaboration avec les Allemands et déportent de nombreux anticommunistes vers la Sibérie.

- 17 juillet : premier largage opérationnel de napalm lors d'un raid réalisé par des P-38 Lightning sur des dépôts de carburant à Coutances.

- 18 juillet :
  - les Alliés libèrent Saint-Lô. Début de l'opération Goodwood;
  - Empire du Japon : démission du gouvernement dirigé par le général Hideki Tōjō, au pouvoir depuis 1941;
  - avance russe en Europe de l’Est. L’Armée rouge du maréchal Constantin Rokossovski, aidée de quelques contingents polonais, entre en Pologne.

- 18 - 24 juillet : bataille du Mont Gargan en Limousin.

- 19 juillet au 25 juillet : échec de la Bataille de la crête de Verrières.

- 20 juillet :
  - Winston Churchill visite les ruines de Caen.
  - Attentat manqué contre Adolf Hitler à son quartier général de Rastenburg. Cette conspiration organisée surtout par des officiers supérieurs (comme Claus Schenk von Stauffenberg) va être suivie d’une répression féroce.

- Du 21 au 23 juillet : les Allemands, aidés par les miliciens, attaquent le Vercors où se sont réfugiés des milliers de maquisards qui ne reçoivent pas des Alliés les secours attendus. Les Allemands exercent des représailles meurtrières contre la population civile.

- 22 juillet :
  - accords de Bretton Woods. Création du FMI et de la Banque mondiale (BIRD). Les États-Unis imposent leur monnaie, seule capable de convertibilité en or;
  - le général Kuniaki Koiso est nommé Premier ministre du Japon.

- 23 juillet :
  - Saint-Gingolph est incendié et 8 otages sont fusillés à la suite d'une attaque du pont-frontière par les maquisards;
  - le gouvernement soviétique encourage la création d’un Comité polonais de libération nationale, composé principalement de communistes qui s’installe à Lublin et se proclame gouvernement provisoire de Pologne en décembre.

- 25 juillet : les Américains déclenchent l’opération Cobra vers le sud-ouest de la Normandie qui aboutit le 31 juillet à la percée d'Avranches (Patton).

- 25 juillet au 27 juillet : échec de l'Opération Spring.

- 27 juillet : La Wehrmacht, composée ce jour d'un détachement de Cosaques, sur des renseignements précis obtenus par des interrogatoires de la Gestapo, entoure le Mont Vassange près de Saligney (39) au petit matin pour piéger les membres du groupe Panthère de la résistance Franc-Comtoise dirigés par le lieutenant Mercier. Sur une quarantaine de résistants présents, 22 sont capturés, exécutés et pour la plupart mutilés[2]. Ce massacre a créé un grand émoi lorsque l'on sait que sur les 22 victimes, 16 avaient entre 17 et 22 ans[3].
- 28 juillet :
  - premier avion à réaction engagé en combat : le Messerschmitt Me 262;
  - premier vol du prototype du De Havilland Hornet.

- 30 juillet - 7 août : opération Bluecoat.

- 31 juillet :
  - combats et percée d'Avranches.
  - Antoine de Saint-Exupéry disparaît en Méditerranée au cours d'une mission de reconnaissance.
  - Depart de Drancy pour Auschwitz du Convoi 77 dernier grand convoi de déportation de juifs depuis la France

## Naissances
- 1er juillet : Wahid Hamed, scénariste égyptien († 2 janvier 2021).
- 3 juillet : Michel Polnareff, auteur-compositeur-interprète français.
- 5 juillet : 
  - Robbie Robertson, compositeur et acteur.
  - Geneviève Grad, actrice française († 8 novembre 2024).
- 6 juillet : Bernhard Schlink, écrivain de langue allemande.
- 8 juillet : Mourid al-Barghouti, écrivain palestinien († 14 février 2021).
- 10 juillet : Grandpa Elliott, musicien américain († 8 mars 2022).
- 12 juillet : Terry Cooper, Footballeur anglais († 31 juillet 2021).
- 13 juillet : Ernö Rubik, inventeur du Rubik's Cube et architecte hongrois.
- 15 juillet : Mike Jeffries, homme d'affaires américain.
- 20 juillet : Olivier de Kersauson, navigateur, chroniqueur et écrivain français.
- 22 juillet : Claude Villers, journaliste, animateur de radio, écrivain et producteur français († 16 décembre 2023).
- 26 juillet :
  - Bertrand Eveno, haut fonctionnaire français (inspecteur des Finances), énarque, président de l'Agence France-Presse de 2000 à 2005.
  - Louise Lake-Tack, femme politique, gouverneur général d'Antigua-et-Barbuda.
- 27 juillet : Bev Oda, politicienne.
- 30 juillet : Ahmed Néjib Chebbi, homme politique tunisien.

## Décès
- 7 juillet : Georges Mandel, homme politique de l’entre-deux-guerres et un résistant français..
- 15 juillet : frère Marie-Victorin, religieux et botaniste.
- 23 juillet : Gérard Doré, plus jeune soldat canadien à mourir au front durant la guerre.
- 27 juillet : Clifford William Robinson, premier ministre du Nouveau-Brunswick.
- 31 juillet : Antoine de Saint-Exupéry, écrivain et aviateur français (° 29 juin 1900).